# Poplar Grove
Pour le village de l’Illinois, voir Poplar Grove (Illinois).
Poplar Grove est une communauté dans le comté de Prince sur l'Île-du-Prince-Édouard, au Canada, au nord d'Ellerslie.